# Quai Ernest-Renaud
Le quai Ernest-Renaud est quai du port de Nantes et une voie de Nantes, dans le département français de la Loire-Atlantique.

## Situation et accès
Situé dans le quartier Bellevue - Chantenay - Sainte-Anne, il relie le quai de la Fosse, au niveau de la place de Jacksonville, à l'est, au quai Marquis-d'Aiguillon, au niveau de la rue des Salorges et à le rue de l'Hermitage, à l'ouest. Ouvert à la circulation automobile et bitumé, il présente deux voies de circulation doubles séparées par un terre-plein central. Sur son tracé elle rencontre la rue Bisson.

## Origine du nom
Il honore la mémoire de Philippe Achard Ernest Renaud, dit Ernest Renaud, né à Saint-Nazaire en 1824 et mort en 1875,  capitaine de navire marchand qui, à la tête du trois-mâts le Maurice, sauve 67 personnes parmi les naufragés de l'Austria, navire à passagers qui brûle et sombre le 15 septembre 1858.

## Historique
Sous l'Ancien Régime, l'endroit, à l'ouest de la rue Bisson, abritait des salorges, grenier où le sel en provenance de la baie de Bourgneuf et de la presqu'île guérandaise était entreposé. Un plan de 1711 mentionne que le bâtiment appartient au sieur de la Chapelle, également propriétaire de la Hallée (actuel domaine des Oblates). En 1778, l'édifice est rehaussé d'un niveau et prend le nom de « nouveaux greniers à sel des fermes générales ». Avec l'abolition de la gabelle durant la Révolution, les greniers perdent leurs fonctions et sont convertis en prison. En 1806, la Chambre de Commerce, nouvellement créée en 1802 par des armateurs, négociants, commerçants, entrepreneurs et notables nantais, à l'instigation de Danyel de Kervégan, ancien maire de Nantes et président du conseil général de la Loire-Inférieure, obtient la concession d'un entrepôt dans les anciennes salorges. En 1821, les bureaux de la chambre y sont officiellement installés.
En 1857, le quai est aménagé pour la construction de la ligne de chemin de fer entre Nantes et Saint-Nazaire. La Chambre de Commerce décide alors d'acquérir de nombreux terrains et entrepôts sur les quais. Durant la même période, elle fait construire un vaste entrepôt, à l'est des salorges, de l'autre côté de la rue Bisson, composé de dix magasins organisés autour d'une cour et des logements pour les employés.
La voie a porté les noms de « quai de Chézine », « quai de Cook », « quai des Constructions », avant d'être baptisé « quai Ernest-Renaud » par décret municipal du 24 avril 1895.
En 1899, Maurice Schwob lance, dans le Phare de la Loire, une campagne de promotion d'un projet du directeur de la Compagnie du chemin de fer de Paris à Orléans, M. Heurteaux, qui prévoit de surélever la ligne qui traverse la ville au moyen d'un viaduc ferroviaire entre la gare d'Orléans et le quai d'Aiguillon, à la manière des tronçons aériens du métro de Paris. Cette proposition, à laquelle le maire, Paul-Émile Sarradin, est favorable, est débattue lors du conseil municipal. Mais le projet ne voit pas le jour, bien qu'il soit de nouveau proposé deux fois, sans plus de succès, en 1904, avec des modifications apportées par l'ingénieur en chef de la Compagnie d'Orléans, M. Liébaux, puis en 1926, après un réajustement effectué par l'ingénieur des Ponts et chaussées responsable des travaux du port, M. Marcheix.
En 1911, une portion de 100 mètres de long sur 15 mètres de large s'effondre dans la Loire, emportant une grue. Un effondrement plus réduit survient en 1981.
Le port de Nantes subit, comme la plupart des ports situés en fond d'estuaire, un glissement de ses activités vers l'aval. En effet, les progrès techniques entraîne une augmentation du tirant d'eau des navires et de leur tonnage, ce qui nécessite des bassins profonds et des surfaces de stockage plus étendus. À Nantes, cela se traduit notamment par l'extension du quai de la Fosse vers l'ouest en 1624 puis 1680, par l'aménagement de quais sur l'île Feydeau et l'île Gloriette à partir de 1750, et la création des quais Ernest-Renaud et Marquis-d'Aiguillon en 1761. Ensuite, les cales en pente douce sont progressivement abandonnées pour des quais verticaux, c'est chose faite pour les quais de la Fosse et Ernest-Renaud après 1875.

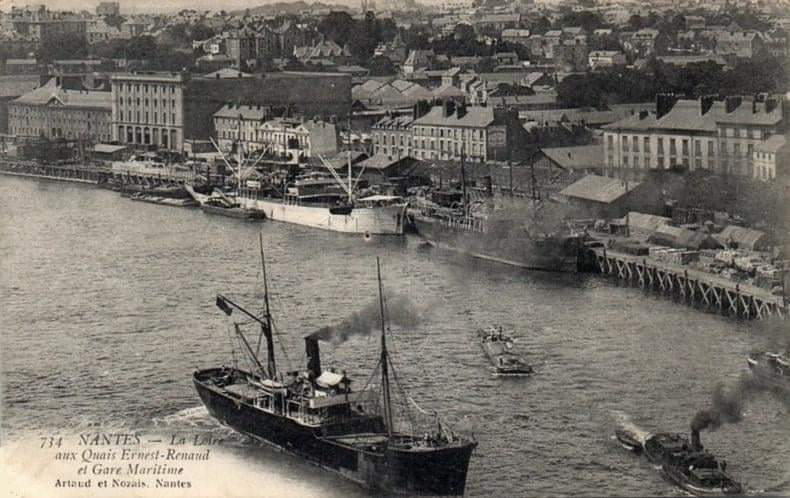
Quai Ernest-Renaud du temps de son exploitation portuaire
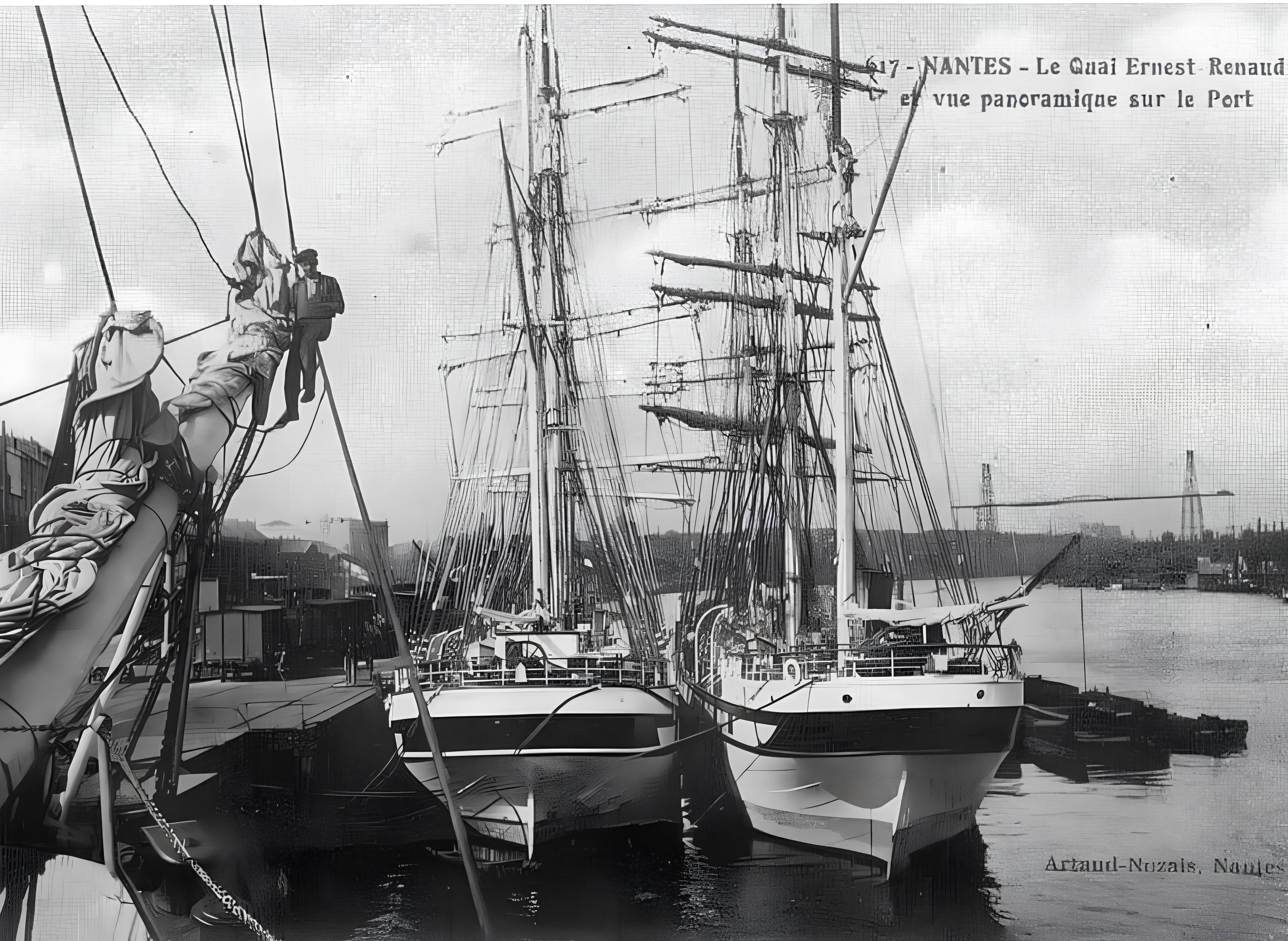
Voiliers de commerce amarrés à couple au quai Ernest-Renaud
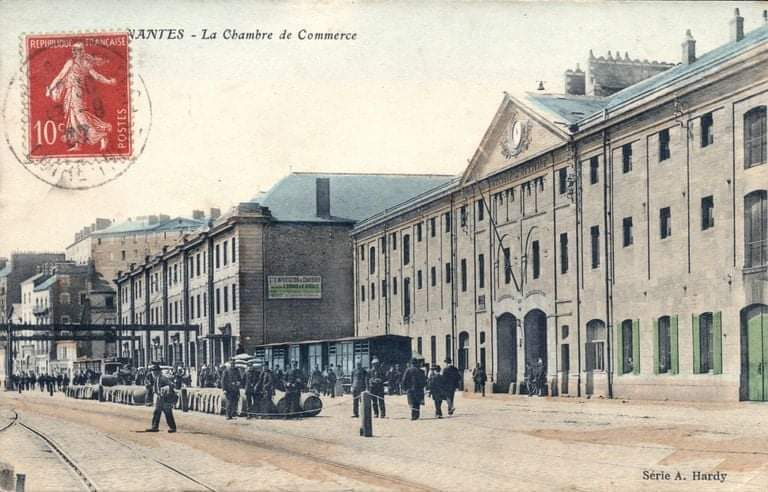
L'ancienne chambre de commerce, à l'arrière du quai Ernest-Renaud

Le quai Ernest-Renaud est touché par le bombardement du 13 septembre 1943 qui détruit en partie l'entrepôt des salorges. Celui-ci sera finalement rasé pour laisser la place à des immeubles de logements,.
Après la création du tunnel ferroviaire de Chantenay, les rails sont enlevés, dans les années 1950. En raison de sa vétusté, le quai Ernest-Renaud s'effondre le 29 juillet 1980 sur une soixantaine de mètres de long sur une dizaine de large, pendant les opérations de déchargement de sucre du cargo grec Daucis. Deux dockers échappent de peu à la mort. Il est remis en état dans les mois qui suivent.
En 2005, Navibus, un service de transport en commun fluvial est mis en œuvre. Le ponton de la « Gare Maritime » est situé quai Ernest-Renaud.

## Bâtiments remarquables et lieux de mémoire
- Centre des Salorges, siège social du Grand port maritime de Nantes Saint-Nazaire

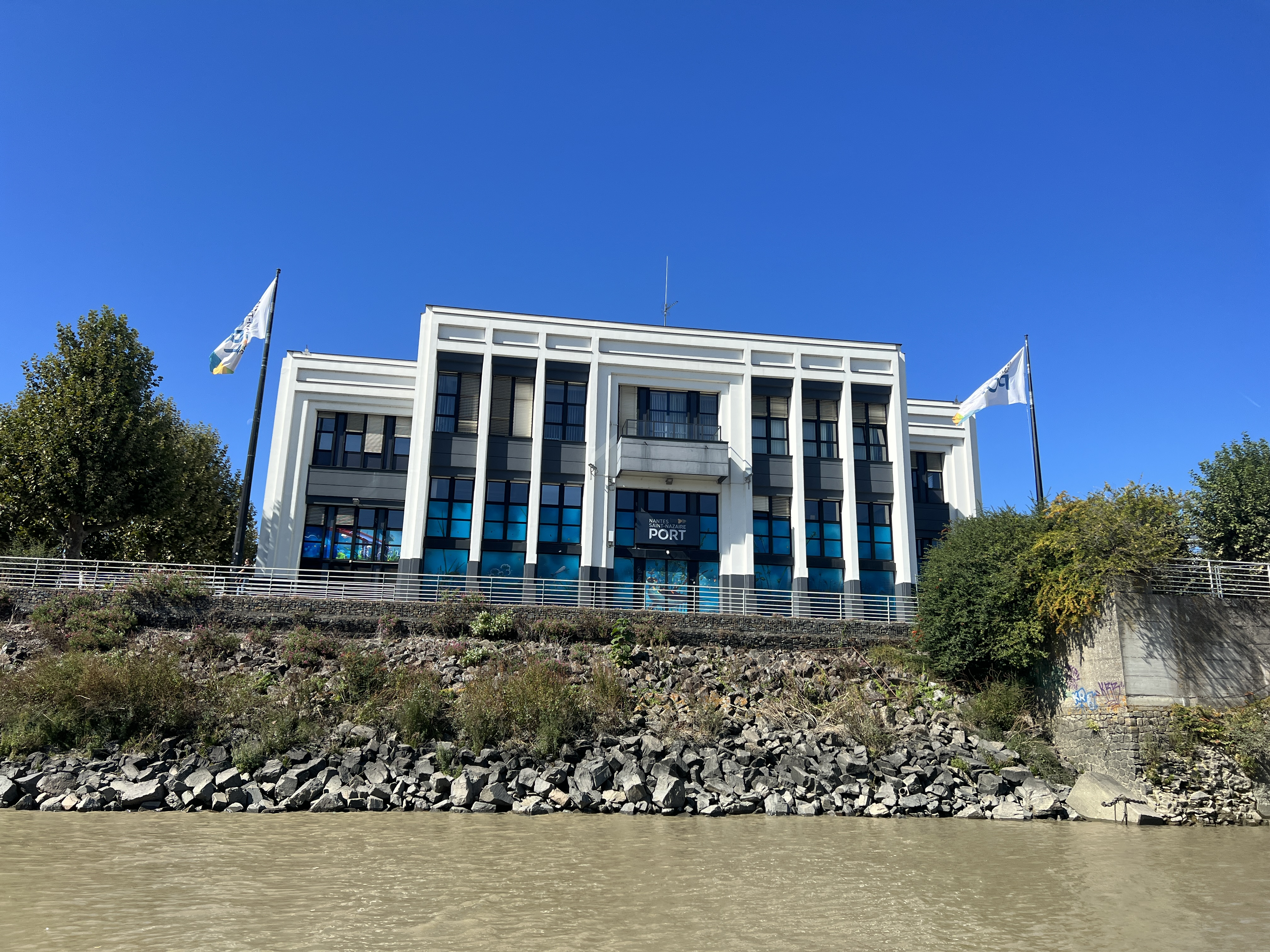
Centre des Salorges, siège social du Grand port maritime de Nantes Saint-Nazaire depuis 1986.
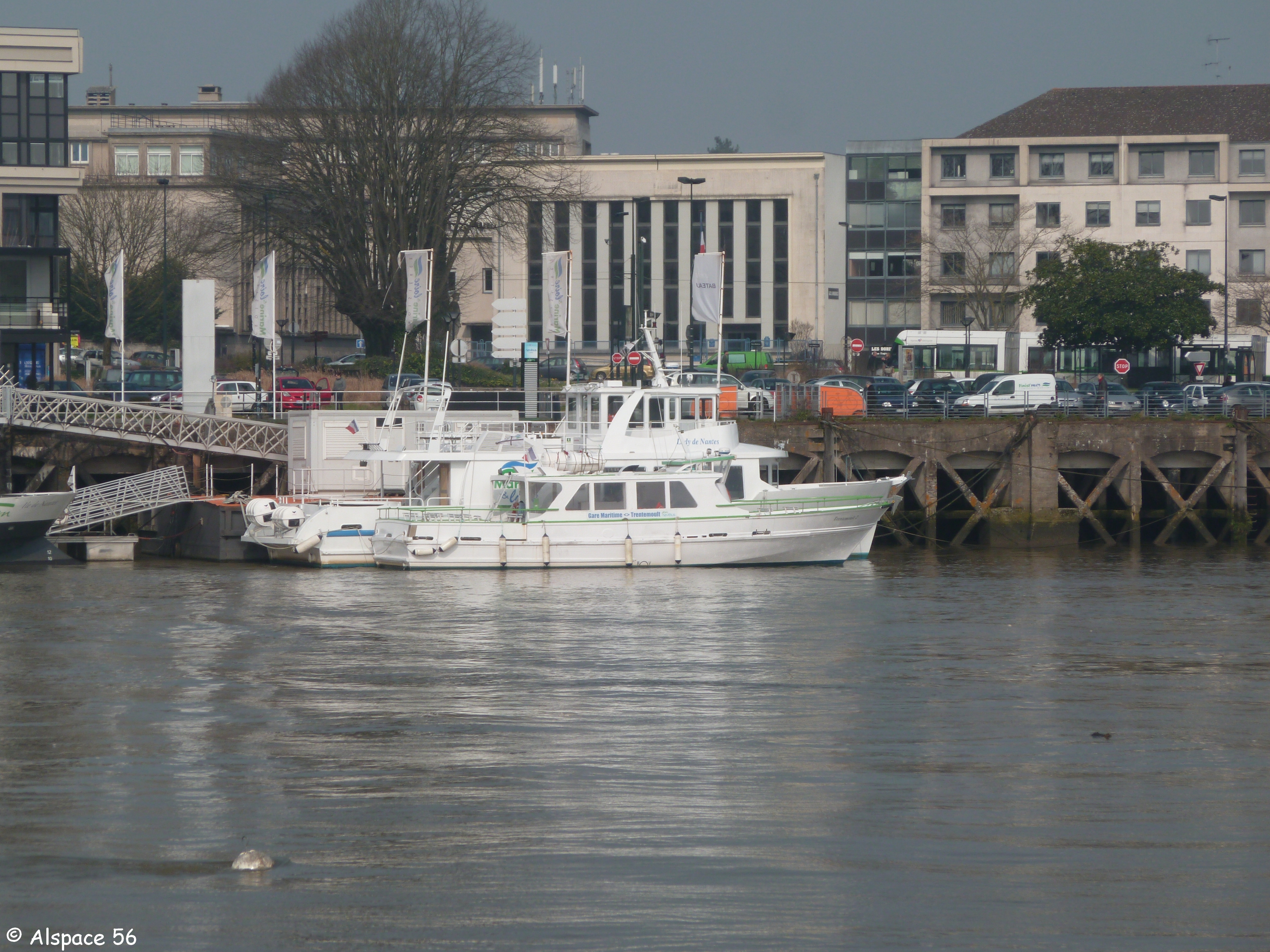
Navette fluviale Navibus amarrée au ponton Gare Maritime.